# Apples (film)
Apples (Mīla) è un film del 2020 diretto da Chrīstos Nikou, al suo esordio alla regia di un lungometraggio.

## Trama
Un uomo colpito da amnesia conseguente una pandemia si affida ad un programma nato per recuperare l'identità di persone dimenticate dalla comunità.

## Produzione
Nonostante la premessa, il film è stato sia scritto che girato prima dello scoppio della pandemia di COVID-19: la post produzione è terminata il 22 marzo 2020, il giorno prima dell'entrata in vigore del lockdown in Grecia.
Il film ha avuto un budget complessivo di 250 mila dollari. Il regista Chrīstos Nikou ha voluto l'attore Arīs Servetalīs per il ruolo del protagonista, avendovi già lavorato assieme nel suo precedente cortometraggio, Km (2012). Per la scena in cui il protagonista canta in macchina e quella dove balla, il regista avrebbe voluto originariamente Can't Help Falling in Love di Elvis Presley e Billie Jean di Michael Jackson come colonna sonora, optando poi rispettivamente per Sealed with a Kiss di Brian Hyland e Let's Twist Again di Chubby Checker, siccome il costo dei diritti musicali delle prime due canzoni eccedeva l'intero budget del film.
In seguito alla presentazione del film alla Mostra del cinema di Venezia, Cate Blanchett ha voluto "patrocinare" il film negli Stati Uniti, figurandovi come produttrice esecutiva assieme alla sua casa di produzione Dirty Films.

## Distribuzione
Il film è stato presentato in anteprima il 2 settembre 2020, nella sezione Orizzonti della 77ª Mostra internazionale d'arte cinematografica di Venezia. È stato distribuito nelle sale cinematografiche greche a partire dal 19 novembre dello stesso anno, mentre in Italia è arrivato direttamente sulla piattaforma di streaming MioCinema il 31 marzo 2021.

## Riconoscimenti
Il film è stato selezionato come candidato greco all'Oscar al miglior film internazionale 2021, senza rientrare tra i cinque candidati.
- 2020 – Mostra internazionale d'arte cinematografica
  - In concorso (Orizzonti)
- 2020 – National Board of Review Award
  - Migliori cinque film stranieri
- 2021 – European Film Award
  - Candidato all'European University Film Award